# 七尾城 (石見国)

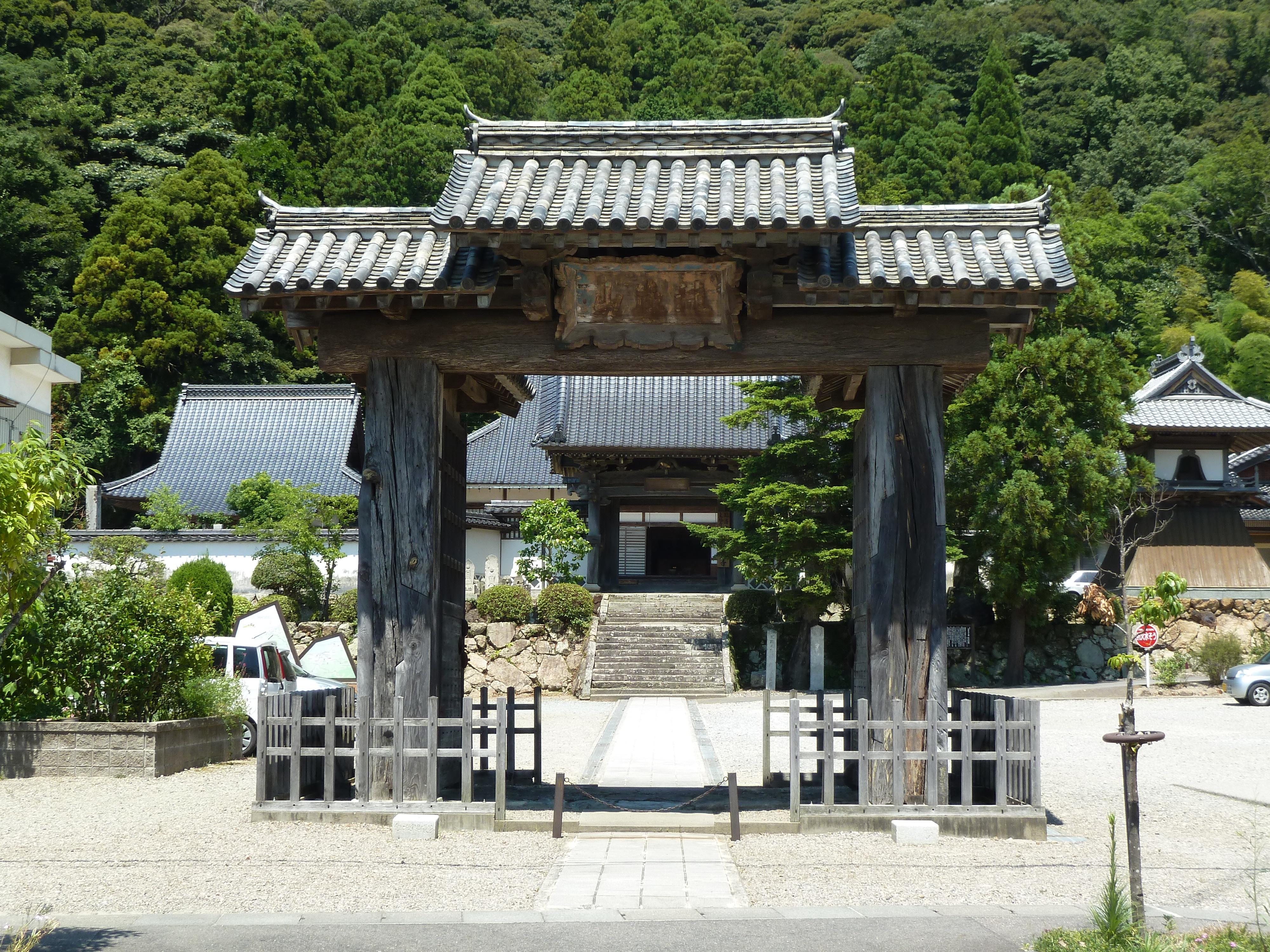
大手門跡（現在は医光寺総門）

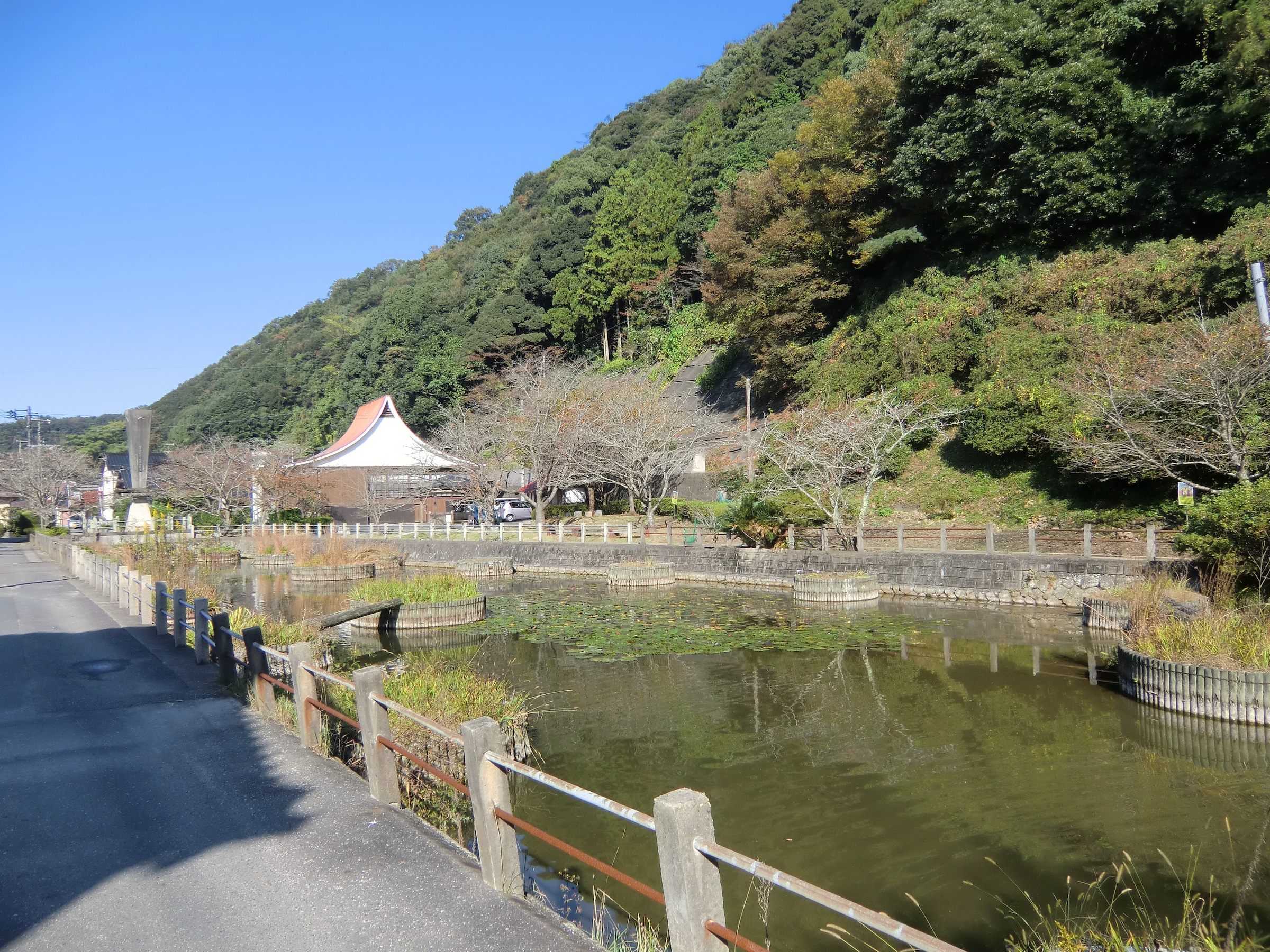
水堀跡（現在は七尾公園の花菖蒲園）

七尾城（ななおじょう）は、島根県益田市七尾町にあった日本の城。城跡は、同市三宅町にある三宅御土居跡とともに国の史跡「益田氏城館跡」に指定されている。

## 概要
七尾城は、石見国の国司として鎌倉時代（建久年間）に益田荘を本拠とした益田氏の城。歴代の益田氏が居館とした三宅御土居などの詰めの城として、標高約120メートルの七尾山に築かれた。山頂の本丸跡（標高約118メートル）からは益田平野から日本海までを一望できる。なお、三宅御土居跡とは、益田川を挟み870メートルの距離がある。
発掘調査により、大小40あまりの曲輪・空堀・土塁・井戸跡などが発掘された。さらに、戦国時代後期のものとされる礎石建物や遺物が多く出土しており、毛利元就と対立した頃には益田藤兼と家臣たちが居城とするなど、戦時のみに使われる城郭という従来の山城のイメージを塗り替えるものである。

## 歴史
築城時期は諸説あるが、通説では建久4年（1193年）に益田兼高が築城したとされる。史料に登場するのは南北朝時代で、延元元年（1336年）に南朝方の三隅氏が「北尾崎木戸」（当時の大手口）を急襲したことが益田家文書に残る｡ 
戦国時代後期、益田氏は陶氏と縁戚関係にあり、大寧寺の変でも陶隆房（後の陶晴賢）に協力していたが、その陶晴賢が天文24年（1555年）の厳島の戦いで毛利元就に敗れると、当時の益田氏当主・益田藤兼は毛利勢の攻撃に備えて城を大改修した。この時、藤兼とその家臣たちは、三宅御土居を出て七尾城内に移住したとされる。その後、藤兼は元就の軍門に降って毛利氏の家臣となり、藤兼の子・益田元祥は三宅御土居に居館を戻した。
慶長5年（1600年）、関ヶ原の戦いに敗れた毛利輝元は周防国・長門国の2ヶ国へ減封されると、益田元祥も毛利氏に従って長門須佐へと移り、七尾城は廃城となった。

## 現在
廃城時に、城の大手門は医光寺に移築されて総門としてなって現存しており、「医光寺総門」として1961年（昭和36年）に島根県の指定文化財とされた。
さらに、昭和40年代には三宅御土居跡と共に島根県の史跡として指定される。そして、2004年（平成16年）9月30日、再び三宅御土居とセットで国の史跡「益田氏城館跡」となった。